# ゾラーク・ゾラーン
ゾラーク・ゾラーン（英：Zorak Zoran）は『ルーンクエスト』の背景世界グローランサに登場する架空の神性。理由なき憎悪の神であり、トロウルを始めとする暗黒の種族たちの戦神。ただし、物事の解決を暴力と流血なしには済ませないゾラークゾラーン信仰は、冷酷なことで多種族に知られるトロウルをしてなお血生臭すぎると考えられており、比較的平穏な地域のトロウル社会における第一の軍神の座は種族母神カイガー・リートール（Kygar Litor）の長男であり種族英雄であるカーグ（Karrg）に譲る。

## 神話
神話初期にはゾラーク・ゾラーンは数多の暗黒の小神にすぎなかった。暗黒の慈悲と治癒の女神ジオーラ・ウンバー（Xiola Umbar）の兄として、妹に自分の起こした騒動の後始末をさせるエピソードでわずかに語られるのみである。あるとき、ユールマルによる死の発見とそれに続く定命の祖父殺害を目撃したことによって神話の表舞台へと躍り出ることになる。剣―最初の死のルーン―を見た彼はその力の虜になり、より彼の好みにあった形―斧―を作り、イェルムの死後地上にあふれ出た暗黒の勢力の尖兵としてその力を存分に振るうことになった。後にグローランサを代表する地母神であるアーナールダ（Ernarlda）に対して凶行に及ぼうとしたとき、その娘にして大地の戦神バービスター・ゴア（Barbeester Gor）によって斧頭を奪われて以降は、メイスやモールといった鈍器がゾラーク・ゾラーン信徒と暗黒の諸勢力の主要な武器として使われることになったとされる。

小暗黒から大暗黒にかけての暗黒時代において、多くの神々がゾラーク・ゾラーンによって殺され、それによって敵も多く作った。植物の父フラマル殺害によってエルフ族を、オーランスに破れ、弱っていたイェルマリオを闇討ちし炎の力のほとんどを奪い、またさらに多くの世界中から愛された神々を屠り、世界を大暗黒に導いた元凶の一つとされる。だが同時にその死と破壊の力は、裏切りと変節漢の神カージョールク、宇宙の癌ポチャーンゴなど数多くの混沌神を打ち負かし、世界を大暗黒から救う事にも大きく貢献したため、嫌々ながら神々の盟約に受け入れられている。
暗黒神とその眷属もまた世界の営みの一部とあつかうグローランサにおいて混沌を除けば数少ない、敵役の神性としてデザインされているといえる。

## ゲーム内における立場
ゾラーク・ゾラーンが司るルーンは暗黒、無秩序、死であり、無秩序のルーンを司る神とその信徒の多くに当てはまる性格として無用の暴力沙汰とそれに伴う混乱に乗じて漁夫の利を得ようとする傾向が挙げられる。多くの神殿（グローランサにおけるエレメントはほかのRPGでもよく見られる風火水土の四大と月、暗黒をあわせた六大）にも同様の無秩序のルーンをもつ神があり、いずれも平時の厄介者として知られる。

つまり、はじめから政治的な利害や影響をほとんど考えずに使える悪役として用意されたカルトと考えてよい。

## 友好的な神々
- カイガー・リートール

トロウルの種族母神。平時は厄介なゾラーク・ゾラーンだが戦時、とくに混沌の脅威に際してはきわめて有用な戦力としてトロウルの信仰体系でも重要な位置づけにある。
- ウロックス

どちらも混沌殺しの狂戦士の神として知られるウロックスとゾラーク・ゾラーンは緩やかな盟友関係にある。
- ジオーラ・ウンバー

ゾラーク・ゾラーンの妹は暗黒の慰安と治癒の女神として知られ、小暗黒から大暗黒にかけての戦乱の中、傷ついた兄を癒す姿でよく知られる。無慈悲で一般に知られる暗黒神のなかでは、ほぼ唯一慈愛に満ちた神格として扱われトロウル社会の福祉役的に扱われる。

## 敵対的な神々
ゾラーク・ゾラーンは暗黒の勢力以外のほとんどすべての神と敵対、よくて極度の緊張関係にあり、以下にあげるのはその代表的な例に過ぎない。
- アルドリア

フラマル殺害と、それに続く森の木々やエルフたちの虐殺によってゾラーク・ゾラーンと彼を筆頭とするトロウル族は、エルフに永遠に消えぬ憎しみの種を蒔いた。もっともトロウル達はそのことを意にも介していないらしくRQ第三版のサプリメント“エルダー・シークレット”内の分冊“古の種族の書”にある『母はこう言った』によれば『エルフは敵に入らないよ。奴らのおかげでわしらの食い物がよく育つんだし、やつら自身、とってもおいしいじゃないか』だそうである。
- イェルマリオ

小暗黒の時代、ゾラーク・ゾラーンはオーランスとの戦いで傷ついたイェルマリオから炎の力を奪った。これによりゾラーク・ゾラーンは暗黒神でただ一柱炎の力を使う事が出来るようになり、イェルマリオからは仇敵と見なされる事となった。なおゾラーク・ゾラーン信徒にとって炎は自らの神が暗黒最大の敵であるイェルムの眷属を打ち負かした象徴であり、神を称える神聖な行為（つまり殺戮）に使うよう奨励される。
- フマクト

死のルーンを所持すること、そしてゾンビ、スケルトンを創造して死者を辱めることからフマクトとゾラーク・ゾラーンはきわめて重大な緊張関係にある。なおゾラーク・ゾラーン信徒はフマクト信徒に一騎討ちを挑んだ上で集団によりだまし討ちにすることを好んでいる。
- 赤の女神

赤の女神が憎むべき混沌の力を使うこと、そして『神々の盟約』によって暗黒の領域と定められた夜においても光を放っている事から、ゾラーク・ゾラーン信徒は赤の女神に対し敵意を抱き、トロウル族における反ルナー勢力の最右翼となっている。なおゾラーク・ゾラーン以外のトロウル族はルナー帝国が混沌の力を使用している事を蔑んでいるが、強い敵意を有しているわけではない。
- モスタル

ドワーフの神として一般に認識されるモスタルとモスタリ（ドワーフ）たちはともに地下を生活の場とすることでライバル関係にある。特に対エルフ、対トロウル用に作られた金属『鉄』とそれを用いた武器の発明によって深刻な脅威と捉えられている。
- バービスター・ゴア

大地の戦女神にして復讐の女神。かつては斧を武器としていたゾラーク・ゾラーンが鈍器を武器にするようになったのは、彼女に斧頭を奪われた為である。